# Feenixpawl
Feenixpawl (pronunciación en inglés: /fiːnɪks.pɔːl/) es un dúo de disc jockeys australiano formado en 2003, compuesto de Aden Forte y Josh Soon. Conocidos actualmente por la crítica en 2012, por el sencillo In My Mind con Ivan Gough, mezclado el mix de Axwell, miembro del famoso grupo Swedish House Mafia, sellado por Axtone.

## Discografía

### Sencillos
- 2009 : Calypso
- 2009 : Seasons
- 2012 : In My Mind (con Ivan Gough) (Axwell Mix)
- 2013 : Universe (con Quilla)
- 2013 : Together
- 2013 : I Won't Break
- 2014 : Hear Me
- 2014 : Destination (con DubVision)
- 2014 : Fuse (con Disfunktion)
- 2015 : Home (con BYNON & Project 46)
- 2015 : Ghosts
- 2015 : Blue Sky (inc. Michael Moreno Remix)
- 2016 : Everything I Needed
- 2016 : Quicksand (con APEK)
- 2017 : Sinners
- 2017 : Love Me For Me
- 2017 : Shakin'  (con XMulty)
- 2018 : Bones (con Harley Knox & Ariana and the Rose)
- 2018 : Fever (con Watson)
- 2018 : Dancin'  (con Daniel Etienne)
- 2018 : Neon Sky (feat. Mikayla)
- 2018 : Contra (con Eugene Luu & Hadron)
- 2018 : Find A Away (con Dave Winnel)
- 2018 : Atomic
- 2019 : Dreams (con Sheco feat. Georgi Kay)
- 2019 : Blaze (con Arensky)
- 2019 : Lighter Than Air (con MaRLo)
- 2019 : Play With Fire (con Rico & Miella)
- 2019 : Forever Young (con Marcus Santoro)

### Remixes
- 2008 Kaz James - "We Hold On" [KJM]
- 2008 Citylife featuring DD - "San Francisco" [Onelove]
- 2009 Former Child Stars - "Safe in Silence" [Independent]
- 2009 Herd and Macklin - "Greenlight" [Onelove]
- 2009 Carl Kennedy - "Elephant & Castle" [Onelove]
- 2009 Felix Baumgartner, Juan Kidd - "Now You're Gone" [Onelove]
- 2009 Angger Dimas - "Duck Army" [Vicious]
- 2009 Sebastian Morxx, Lethal Obsession - "Funky Analog" [Big Mama's House Records]
- 2009 Goldfish - "This Is How It Goes" [Central Station Records]
- 2009 Goldfish - "Fort Knox" [Central Station Records]
- 2009 The Sargents - "Amphibian" [Alicia Music]
- 2009 Carl Kennedy - "RocknRolla" [Onelove]
- 2010 Chris Kaye - "Don't Give Up" [Central Station Records]
- 2010 Ali Payami - "Roots" [Audiodamage Records]
- 2010 NERVO - "This Kind of Love" [Onelove]
- 2010 Venuto - "Love" [Onelove]
- 2010 Beats & Styles - "Friend" [Onelove]
- 2010 Ben Morris & Venuto - "Give It Up" [Onelove]
- 2010 Matt Caseli & Danny Freakazoid - "Sign Your Name" [Neon Records]
- 2011 Bobby Vena & JRJ - "Til There Was You" [Neon Records]
- 2011 Ben Morris, Venuto & Timmy Trumpet - "Endriago" [Neon Records]
- 2011 Silver Sneakerz - "Make You Move" [Hussle Recordings]
- 2011 Fabian Gray - "When U Fall" [Neon Records]
- 2011 Midnite Sleeze - "Lose Control" [Housesession Records]
- 2011 Dion Mavath - "Salvador" [S2G Productions]
- 2011 Q45 & Frankie Charles - "You Know" [3am Jam]
- 2012 Kaskade feat. Skylar Grey - "Room For Happiness" [Ultra]
- 2012 Jono Fernandez feat. Twin Atoms - "Lights Are Fading" [Onelove]
- 2012 Adrian Lux feat. Dante - "Burning" [Ultra]
- 2012 Grant Smillie & Walden featuring Zoe Badwi - "A Million Lights" [Neon Records]
- 2013 John Dahlbäck feat. Agnes - "Life (Diamonds In The Dark)" [Big Beat Records]
- 2013 Strange Talk - "Falling In Love" [Sony]
- 2013 Jetski Safari - "Like A Lie" [Central Station]
- 2013 Marco V feat. Maruja Retana - "Waiting For The End" [In Charge (Be Yourself)]
- 2014 Jacqui Lee - "Broken Ones" [Atlantic Records]
- 2015 Jess Glynne - "Hold My Hand" [Atlantic Records]
- 2016 NERVO feat. Nicky Romero - "Let It Go" [Ultra]
- 2016 Rihanna - "Kiss It Better" [Free]
- 2018 Peking Duk - "Fire" [Sony Music] [1]
- 2019 Midnight Kids feat. Klei - "Find Our Way" [RCA Records] [2][3][4]
- 2019: Madison Beer - "Hurts Like Hell"